# Крайчий великий коронний
Крайчий великий коронний (лат. incisor Regni) — двірська посада в Речі Посполитій. Функції крайчого полягали в розташуванні страв на столі монарха, нарізанні, куштуванні м'яса, його подачі королеві чи великому князеві[джерело?].
Перша згадка про крайчих у Короні Польській фіксується 1412 році.

## Список крайчих
- Ян Фелікс Бучацький (?)
- Геронім Ласький (1520—?)
- Єжи Мнішек (1574—1582)
- Петро Опалінський (1588—?)
- Іван Данилович (1600—1612)
- Юрій Збаразький (1612—1619)
- Станіслав Любомирський (1619)
- Миколай Сенявський (1620–1628)
- Яків Собеський (1628–1636)
- Миколай Остророг (1636—1638)
- Петро Данилович (1638)
- Владислав Лещинський (1649—1650)
- Ян Собіпан Замойський (1653—1655)
- Костянтин Яцек Любомирський (1658)
- Вацлав Лещинський (1658—1673)
- Ян Кароль Данилович (1676—1678)
- Рафал Лєщинський (1678—1683)
- Атаназій Мйончинський (1687—1688)
- Станіслав Матеуш Жевуський (1702—1703)
- Стефан Потоцький (1703—1710)
- Міхал Юзеф Жевуський (1729—1736)
- Францішек Салезій Потоцький (1736–1755)
- Юзеф Потоцький (1776–1780)
- Северин Антоній Потоцький (?)